# Kremencsuki vízerőmű
A kremencsuki vízerőmű (ukránul: Кременчуцька гідроелектростанція, rövidebb alakban Кременчуцька ГЕС) Ukrajna Kirovohradi területében található jelentős vízerőmű, a Dnyeperen létesült vízerőmű-rendszer harmadik tagja. A névadó Kremencsuk városával szomszédos Szvitlovodszknál rekeszti el a Dnyeper folyó vizét, és alakítja ki az ország legnagyobb területű állóvizét, a Kremencsuki-víztározót.

## Története

### A Szovjetunió idején
Az 1930-as évek Szovjetuniójában a Nagy-Dnyeper-terv kidolgozása során tervezési és kutatási munkák indultak a Közép-Dnyeper mentén egy lehetséges erőmű létesítési helyének megtalálására, de ezt a második világháború megakadályozta. 1949 és 1952 között a HIDEP jelentős munkát végzett a folyó integrált használatára vonatkozó terv létrehozásán, amely a már létező dnyeperi vízerőmű mellett további művek építését irányozta elő.
1953. július 15-én Taburiscse falu határában megjelent egy geológiai felmérést végző expedíció, ezzel megindítva az előkészítési munkákat. Október 27-én a leendő létesítmény nagy nemzetgazdasági jelentőségét figyelembe véve a Szovjetunió Minisztertanácsa utasította a Szovjetunió Erőműépítési Minisztériumát, hogy vizsgálja felül a Kremencsugi Erőmű tározós kivitelezésű projektjét, és nyújtsa be azt. Az előzetes számítások szerint az új objektum létrehozása lehetővé teszi a Dnyeper teljes vízhozamának 94,6%-os szabályozását. 1954. március 25-én a Szovjetunió Minisztertanácsa határozatot fogadott el a kremencsugi erőmű megépítéséről. Június 20-án elfogadták az Ukrán Kommunista Párt Központi Bizottságának és az Ukrán SzSzK kormányának határozatát egy új mintaváros építéséről. A tényleges építési munkálatok június 7-én kezdődtek meg az új város első épületének alapkőletételével.
1955. október 25-én befejeződött egy 91 km hosszú távvezeték építése a Krivoj Rog közelében található északi alállomástól a kremencsugi erőmű építkezési területéig. Novemberben a Dnyeper régi medrét homokgátakkal zárták el. A főépítmények munkagödreiben a sziklás talaj feltárását decemberben kezdték meg. 1956. április 25-én megkezdődött a bal parti földgát építése, 1957 márciusában pedig  a vízerőmű főszerkezeteinek betonozása június 17-én a Szovjetunió Erőműépítési Minisztériuma határozatot hozott a vízerőmű épületének megépítéséről a vízerőmű földi részének megépítése nélkül. a gépház és a tornyok nélküli zsilip. November 1-jén ünnepélyesen lefektették a gát alapkövét. A munkálatok mellett megkezdődött a leendő víztározó területének kiürítése is: 212 települést számoltak fel, és mintegy 130 000 lakost telepítettek ki korábbi lakhelyéről.
1958 márciusában kezdték meg a kifolyó betonozását. Május 28-tól megindultak az első turbinaegység szerelési munkái. 1959. szeptember 6-án az első hajók áthaladtak az új zsilipen, október 3-án megkezdték a víztározó feltöltését, másnap pedig véglegesen elzárták a Dnyeper medrét. November 23-án 19 óra 40 perckor megtörtént az első blokk próbaindítása. Ezután megkezdődött az erőmű hálózatra való fokozatos kapcsolása: december 5-én 4 óra 7 perckor az első, december 15-én 18 óra 6 perckor a második blokkot üzemelték be, majd december 25-én kapcsolták rá a harmadik egységet az elektromos hálózatra. 1960. január 5-én terhelés alá helyezték a negyedik turbinaegységet. A kifolyó gát betonozása márciusban fejeződött be. Az építkezéssel párhuzamosan üzemelték be az újabb turbinákat és generátorokat: március 31-én az ötödik, április 29-én a hatodik, május 31-én  a hetedik, augusztusban a nyolcadik és kilencedik, szeptember 16-án a tizedik, október 23-án a tizenegyedik, 31-én a tizenkettedik egységet kapcsolták be az elektromos hálózatra. November 4-én, a nagy októberi szocialista forradalom évfordulójára időzítve ünnepélyes keretek közt került sor a erőmű utolsó blokkjának beindítására. 1961. október 16-án az erőművet átadták a kormánybizottságnak. 1962. május 24-én a létesítmény elérte a tervezett kapacitását, ezen év július 29-én került sor a kremencsugi vízerőmű ünnepélyes megnyitójára.

### Ukrajna idején
A Szovjetunió felbomlását követően a létesítmény a függetlenné váló Ukrajnához került, így a hivatalos nevét ezentúl az ukrán nyelvű Kremencsuk formában használták. 1995 júniusában megkezdődtek a rekonstrukciós munkálatok, melyeket két ütemben végeztek. A felújítás első szakasza 1995 júniusától 2002 júniusáig tartott. A munkálatokat a Világbank (IBRD) hitelalapjai, az Európai Újjáépítési és Fejlesztési Bank (EBRD) és saját források terhére hajtották végre. A rekonstrukció első ütemének megvalósítása során az állomás villamos berendezéseinek átépítése történt meg (generátorkapcsolók, gerjesztőrendszer, nagyfeszültségű kapcsolók, valamint a nyitott kapcsolóberendezésű alállomás rekonstrukciója) az állomás teljesítményének növelése nélkül. A rekonstrukció 2013 és 2015 közötti második szakaszában öt blokkot építettek át, amivel a vízerőmű összteljesítményét 700,4 MW-ra növelték. Beépítésre került egy dízelgenerátor is, amely lehetővé teszi az állomások saját szükségleteinek kielégítését a villamosenergia-rendszer vészleállítása során és a 330/154 kV-os VRP hálózat áramellátásának helyreállítását. A munkálatokat az ukrán Turboatom vállalat végezte.
A 2022-es orosz invázió során a többi hasonló létesítményhez hasonlóan az ellenség támadásainak célpontjává vált. 2022. október 31-én reggel az orosz megszállók jelentős rakétatámadást indítottak Ukrajna kritikus infrastrukturális létesítményei ellen, többek között a kremencsuki erőmű is találatot kapott.

## Műszaki jellemzői
A kremencsuki vízerőmű a dnyeperi vízerőmű-kaszkád harmadik lépcsőfoka, Szvitlovodszk városának közigazgatási területén található. A hidraulikus egység összes betonszerkezete gránit alapzatra épült, míg a jóval hosszabb földgát alapja apró szemcséjű hordalékhomok. Összesen 12 függőleges elhelyezésű áramtermelő egységet szereltek fel forgólapátos vízturbinákkal, a beépített teljesítmény 700,4 MW.
Ez volt a Szovjetunió első erőműépülete, amely nem rendelkezett külön gépházzal. Ehelyett hat darab 50 m széles és 63,8 m hosszú modulból épül fel, melyek egy generátorcsarnokból és egy 18,5 m-szer 41,3 m alapterületű szerelőhelyiségből állnak, minden egyes modulban pedig 2 vízturbina és generátor található.
Az üzembe helyezés kezdetén a teljesítménye 625 MW, átlagos éves termelése1506 ezer kWh volt. Az erőmű épületének hossza 305 m, a kifolyó gát 192 m, a jobb parti gát 526 m, a csatorna és a bal parti gát 11 km hosszú. A létesítmény egy 330/154 kV-os nyitott kapcsolóberendezéssel rendelkező alállomással rendelkezik. A teljes munkaidőben foglalkoztatottak száma 2021 elején 306 fő volt.

## Fordítás
- Ez a szócikk részben vagy egészben  a(z)   Кременчуцька ГЕС című ukrán Wikipédia-szócikk ezen változatának fordításán alapul.  Az eredeti cikk szerkesztőit annak laptörténete sorolja fel. Ez a jelzés csupán a megfogalmazás eredetét és a szerzői jogokat jelzi, nem szolgál a cikkben szereplő információk forrásmegjelöléseként.